# Irene Ravache
Irene Yolanda Ravache Paes de Melo, née le 6 août 1944 à Rio de Janeiro, est une actrice brésilienne. Elle a joué pour le cinéma et dans des séries télévisées.
Elle fait ses débuts au théâtre en 1962 dans les films "Aconteceu em Irkutsk" (C'est arrivé à Irkutsk) and "Aonde vais Isabel?" (Où vas-tu Isabel?). Elle joue également dans la pièce de théâtre La Souricière d'Agatha Christie en 1971, et dans la pièce "Afinal uma mulher de negócios" (Après tout, une femme d'affaires) de R. W. Fassbinder.
Elle se tourne vers la télévision et joue dans de nombreuses telenovela brésiliennes. Elle fait quelques apparitions remarquées dans une dizaine de films, dont Que Bom Te Ver Viva (en), Amores Possíveis (pt), Depois Daquele Baile (pt).
En plus de trente ans de carrière, elle a été nommée et récompensée par plusieurs prix nationaux et internationaux.
Un théâtre à São Paulo porte son nom, le Teatro Irene Ravache.

## Rôles
- Espelho da Vida en 2018 pour lequel elle remporte le prix de la meilleure actrice dans un role secondaire au Extra Television Award Brésilien[3].
- Passione (série télévisée) en 2010
- Belíssima en 2005
- A Casa das Sete Mulheres en 2003

## Vie privée
Elle est mariée avec le journaliste Edison Paes de Melo. Elle a un premier fils nommé Iran avec un officier de l'armée et un deuxième enfant nommé Juliano avec Edison,.